# Mojtaba Al-Salem
Mojtaba Al-Salem (født 15. juni 1994) er en saudiarabisk håndboldspiller for Al-Noor og det saudiarabiske landshold.